# Fredericton
Fredericton Kanada Új-Brunswick tartományának székhelye; itt ülésezik a tartományi parlament. A tartomány városai közül azonban csak a harmadik legnépesebb Saint John és Moncton után.
A város fontos központja a kulturális életnek, a művészetnek és az oktatásnak is: két egyeteme mellett olyan kulturális intézményeknek is otthont ad, mint a Beaverbrook Art Gallery, a York Sunbury Museum és a Playhouse. Itt rendezik meg minden évben a Harvest Jazz & Blues Festivalt, ahol számos zenész lép fel a régióból és külföldről is, a dzsessz, blues, rock és világzenei műfajokból. Az indie rock műfaja is jelentős, innen indult például a Grand Theft Bus és itt működik a Forward Music Group nevű zenekiadó.
Gazdaságában a fő szerepet a közszolgáltatások játsszák, de erősödőben vannak az informatikai és kereskedelmi ágazatok is. A tartományban itt a legnagyobb a felsőfokú végzettségűek aránya, és az egy főre eső jövedelem is az elsők között van.

## Fordítás
- Ez a szócikk részben vagy egészben a Fredericton című angol Wikipédia-szócikk ezen változatának fordításán alapul.  Az eredeti cikk szerkesztőit annak laptörténete sorolja fel. Ez a jelzés csupán a megfogalmazás eredetét és a szerzői jogokat jelzi, nem szolgál a cikkben szereplő információk forrásmegjelöléseként.